# Stevie Richards
Michael Manna (Philadelphia (Pennsylvania), 9 oktober 1971), beter bekend als Stevie Richards is een Amerikaans professioneel worstelaar. Hij was actief in het Extreme Championship Wrestling (ECW), World Wrestling Entertainment (WWE) en World Championship Wrestling (WCW) en Total Nonstop Action Wrestling (TNA).

## In worstelen
- Als Stevie/Steven Richards
  - Finishers
    - Stevie Kick (ECW/WWE/TNA) / Steven Kick (WWF/E) / Morality Check (WWF) (Superkick)
    - Stevie-T (Lifting double underhook DDT)

  - Signature moves
    - Double knee facebreaker
    - Hand raise appeal accompanied by a scream followed by a vertical suplex
    - Koji Clutch
    - Neckbreaker
    - Rat Trap (Full nelson camel clutch)
    - Reverse STO
    - Schoolboy
    - Single arm DDT
    - Sitout facebuster
    - Stevie Bomb (Sheer drop release powerbomb)
    - Snap suplex

- Als Big Stevie Cool
  - Finishers
    - Stevie Bomb (Sheer drop release powerbomb)
    - Stevie Kick (Superkick)

  - Signature moves
    - Sidewalk slam – parodieert van Kevin Nash
    - Snake eyes – parodieert van Kevin Nash

- Als Dr. Stevie
  - Finishers
    - General Anesthesia (Cobra clutch with bodyscissors)

  - Signature moves
    - Superkick
    - Pumphandle Leg low Blow

- Managers
  - Angel
  - The Blue Meanie
  - Chastity
  - Francine
  - Victoria
  - Alexis Laree
  - Cassidy Riley
  - Daffney

- Worstelaars managed
  - Abyss
  - Bull Buchanan
  - KroniK (Brian Adams en Bryan Clark)
  - Daffney
  - Right to Censor (The Goodfather, Ivory en Val Venis)
  - Jazz
  - The Pitbulls
  - Raven
  - Victoria

- Bijnamen
  - "Dancin'" Stevie Richards
  - "Stevie Night Heat"

## Kampioenschappen en prestaties
- Allied Powers Wrestling Federation
  - APWF Heavyweight Championship (1 keer)

- Extreme Championship Wrestling
  - ECW World Tag Team Championship (2 keer met Raven)

- Heartland Wrestling Association
  - HWA Heavyweight Championship (1 keer)

- Liberty All-Star Wrestling
  - LAW Heavyweight Championship (1 keer)

- Maryland Championship Wrestling
  - MCW Tag Team Championship (1 keer met Earl "The Pearl" Joshi)

- Mid-Eastern Wrestling Federation
  - MEWF Heavyweight Championship (1 keer)

- National Wrestling Alliance
  - Nationaal
    - NWA National Heavyweight Championship (1 keer)

  - Regionaal
    - NWA 2000 Heavyweight Championship (1 keer)
    - NWA World Light Heavyweight Championship (1 keer)

- NWA Force One Pro Wrestling
  - NWA World Heavyweight Championship (1 keer)

- Pro Wrestling Illustrated
  - PWI rangeerde hem #93 van de top 500 singles worstelaars in de PWI 500 in 2002

- Showcase Championship Wrestling
  - SCW Heavyweight Champion (1 keer, huidig)

- Steel City Wrestling
  - SCW Tag Team Championship (3 keer; 1x met Rahul Kay, 1x met The Blue Meanie en 1x met Frank Stalletto)

- Top Rope Promotions
  - TRP World Heavyweight Championship (1 keer)

- World Wrestling Federation / World Wrestling Entertainment
  - WWF/E Hardcore Championship (22 keer)

- Wrestling Observer Newsletter
  - Worst Worked Match of the Year (2004) vs. Tyson Tomko op Unforgiven